# Festival del film poliziesco di Cognac
Il Festival del film poliziesco di Cognac (Festival du Film Policier de Cognac) era un festival cinematografico e letterario dedicato al genere poliziesco (giallo, noir), svoltosi nella città francese di Cognac dal 1982 al 2007.
Conferiva i premi letterari: Grand Prix du roman noir français du festival de Cognac; Grand Prix du roman noir étranger du festival de Cognac; Prix du roman policier.

## Albo d'Oro
- 1982
  - Grand Prix: Beyond Reasonable Doubt, regia di John Laing (Nuova Zelanda)
- 1983
  - Grand Prix: 48 ore (48 Hrs.), regia di Walter Hill (USA)
- 1984
  - Grand Prix: L'Addition, regia di Denis Amar (Francia)
- 1985
  - Grand Prix: Piccola sporca guerra (No habrá más penas ni olvido), regia di Héctor Olivera (Argentina)
- 1986
  - Grand Prix: The Hitcher - La lunga strada della paura (The Hitcher), regia di Robert Harmon (USA)
- 1987
  - Grand Prix: The Big Easy, regia di Jim McBride (USA)
- 1988
  - Grand Prix: Die Katze, Die, regia di Dominik Graf (Germania)
- 1989
  - Grand Prix: Verdetto finale (True Believer), regia di Joseph Ruben (USA)
- 1990
  - Grand Prix: Kill Me Again, regia di John Dahl (USA)
- 1992
  - Grand Prix: La mano sulla culla (The Hand That Rocks the Cradle), regia di Curtis Hanson (USA)
- 1993
  - Grand Prix: One False Move, regia di Carl Franklin (USA)
- 1994
  - Grand Prix: La scorta, regia di Ricky Tognazzi (Italia)
- 1995 
  - Grand Prix: Piccoli omicidi tra amici (Shallow Grave), regia di Danny Boyle (Gran Bretagna)
- 1996 
  - Grand Prix: Una cena quasi perfetta (The Last Supper), regia di Stacy Title (USA)
- 1997
  - Grand Prix: Freeway No Exit (Freeway), regia di Matthew Bright (USA)
- 1998
  - Grand Prix: Face, regia di Antonia Bird (Gran Bretagna)
- 1999
  - Grand Prix: Un altro giorno in paradiso (Another Day in Paradise), regia di Larry Clark (USA)
- 2000
  - Grand Prix: Un affare di gusto (Une affaire de goût), regia di Bernard Rapp (Francia)
- 2001
  - Grand Prix: Chopper (Chopper), regia di Andrew Dominik (Australia)
- 2002
  - Grand Prix: Nove regine (Nueve reinas), regia di Fabián Bielinsky (Argentina)
- 2003
  - Grand Prix: La Caja 507, regia di Enrique Urbizu (Spagna)
- 2004
  - Grand Prix: Memories of Murder (Salinui chueok), regia di Joon-ho Bong (Corea del Sud)
- 2005
  - Grand Prix: Crimen perfecto - Finché morte non li separi (Crimen Ferpecto), regia di Álex de la Iglesia (Spagna)
- 2006
  - Grand Prix: Silentium, regia di Wolfgang Murnberger (Austria)
- 2007
  - Grand Prix: A Very British Gangster, regia di Donal MacIntyre (Gran Bretagna)